# Hans-Jürgen Bömelburg
Hans-Jürgen Bömelburg (* 30. Mai 1961 in Höxter) ist ein deutscher Historiker mit dem Schwerpunkt Ostmitteleuropa.

## Leben
Hans-Jürgen Bömelburg studierte von 1982 bis 1989 Geschichte, Germanistik, Romanistik und Slavistik an den Universitäten Münster, Besançon und Mainz. 1992 promovierte er in Mainz mit einer Arbeit zu den gesellschaftlichen und staatlichen Veränderungen beim Übergang des zu Polen-Litauen gehörenden Königlichen Preußen zur preußischen Provinz Westpreußen im Zuge der Teilungen Polens. Von 1994 bis 2003 war er wissenschaftlicher Mitarbeiter, Leiter der Bibliothek und von 1999 bis 2002 stellvertretender Direktor des Deutschen Historischen Instituts in Warschau. Von 2004 bis 2007 fungierte er als wissenschaftlicher Mitarbeiter am Institut für Kultur und Geschichte der Deutschen in Nordosteuropa in Lüneburg. 2005 habilitierte er sich an der Martin-Luther-Universität Halle-Wittenberg bei Michael G. Müller über Frühneuzeitliche Nationen im östlichen Europa. Das polnische Geschichtsdenken und die Reichweite einer humanistischen Nationalgeschichte (1500–1700). 2007 erhielt er einen Ruf auf die Professur für die Geschichte Ostmitteleuropas an die Justus-Liebig-Universität Gießen.
Bömelburg ist u. a. Co-Vorsitzender der Gemeinsamen Deutsch-Polnischen Schulbuchkommission (seit 2012), Mitglied des Herder-Forschungsrats sowie der Kommission für die Geschichte der Deutschen in Polen. Des Weiteren ist er Mitherausgeber der Zeitschrift für Ostmitteleuropa-Forschung.
Seine Forschungsschwerpunkte liegen auf der Geschichte der Frühen Neuzeit Ostmitteleuropas und den deutsch-polnischen Beziehungen insgesamt.

## Ehrungen
- 2019: Westpreußischer Kulturpreis

## Schriften
Monografien
- Lodz. Geschichte einer multikulturellen Industriestadt im 20. Jahrhundert. Brill/Schöningh, Paderborn 2022, ISBN 978-3-506-79380-5.
- Friedrich II. zwischen Deutschland und Polen. Ereignis- und Erinnerungsgeschichte (= Kröners Taschenausgabe. Band 331). Kröner, Stuttgart 2011, ISBN 978-3-520-33101-4.
- Frühneuzeitliche Nationen im östlichen Europa. Das polnische Geschichtsdenken und die Reichweite einer humanistischen Nationalgeschichte (1500–1700). Harrassowitz, Wiesbaden 2006, ISBN 978-3-447-05370-9.
- Zwischen polnischer Ständegesellschaft und preußischem Obrigkeitsstaat. Vom Königlichen Preußen zu Westpreußen (1756–1806). Oldenbourg, München 1995, ISBN 978-3-486-56127-2.

Herausgeberschaften
- mit Edmund Kizik: Altes Reich und alte Republik. Deutsch-polnische Beziehungen und Verflechtungen 1500–1806 (= Deutsch-polnische Geschichte. Bd. 2). Wissenschaftliche Buchgesellschaft, Darmstadt 2014, ISBN 978-3-534-24763-9.
- mit Horst Carl: Lohn der Gewalt. Beutepraktiken von der Antike bis zur Neuzeit (= Krieg in der Geschichte. Band 72). Schöningh, Paderborn u. a. 2011, ISBN 978-3-506-77346-3.
- mit Bernhard Chiari und Michael Thomae: Die Kriegsordnung Herzog Albrechts von Preußen (1555/61). Braunschweig 2006.
- mit Renate Stößinger, Robert Traba: Vertreibung aus dem Osten. Deutsche und Polen erinnern sich. 2. überarbeitete Auflage, Olsztyn 2006, ISBN 3-938400-05-6.
- mit Beate Eschment: „Der Fremde im Dorf“. Überlegungen zum Eigenen und zum Fremden in der Geschichte. Rex Rexheuser zum 65. Geburtstag. Lüneburg 1998, ISBN 3-932267-10-9.
- mit Joachim Bahlcke, Norbert Kersken: Ständefreiheit und Staatsgestaltung in Ostmitteleuropa. Übernationale Gemeinsamkeiten in der politischen Kultur vom 16.–18. Jahrhundert. Leipzig 1996.